# Hồi quốc M'Simbati
Hồi quốc M'Simbati (tiếng Anh: Sultanate of M'Simbati) là một vi quốc gia không còn tồn tại, được thành lập vào năm 1959 tại Tanganyika bởi Latham Leslie Moore, một người Anh, cách Mtwara khoảng 25 km về phía đông nam.

## Tiểu sử Latham Leslie Moore
Latham Leslie-Moore sinh ra tại Paddington, London, Vương quốc Anh năm 1893, mất năm 1980 và được chôn cất ở Nanyuki, Kenya. Trong Chiến tranh thế giới thứ nhất, ông từng là thiếu úy và sau đó là trung úy trong Lực lượng Pháo binh Hoàng gia. Moore bắt đầu sở hữu các tài sản của sultan vào năm 1924.

## Hồi quốc thành lập
Năm 1959, khi Tanganyika còn là thuộc địa của Vương quốc Anh— Moore đã mua một hòn đảo/bán đảo và trao đổi thư từ với các thống đốc thuộc địa, yêu cầu chính thức công nhận hồi quốc của mình. Khi Tanganyika sau đó hợp nhất với Cộng hòa Nhân dân Zanzibar và Pemba để thành lập Tanzania, Moore cũng đã trao đổi thư từ với tổng thống mới của quốc gia này, Julius Nyerere, tiếp đó là Liên Hợp Quốc, yêu cầu công nhận nhà nước của ông. Tuy nhiên, không có yêu cầu nào trong số này được thực hiện.

## Quốc kỳ
Quốc kỳ của Hồi quốc M'Simbati có ba sọc dọc màu cam, xanh nước biển và xanh lá cây, với quốc kỳ Anh ở góc trên cùng bên trái.

## Trong văn hóa đại chúng
Moore và hồi quốc đã được giới thiệu trong một cuốn sách năm 1983 của John Heminway.
Hồi quốc cũng được giới thiệu trong cuốn sách Màu sắc của Hạm đội (Colours of the Fleet) của Malcolm Farrow, cố gắng cung cấp một bản tóm tắt về tất cả các lá cờ đã biết dựa trên thiết kế quốc kỳ Anh.